# هکلر و کخ اچ‌کی۴۱۶
هکلر و کخ اچ‌کی۴۱۶، (به انگلیسی: Heckler & Koch HK416) یک تفنگ جنگی اتوماتیک ساخت شرکت هکلر و کخ است. با وجود اینکه طراحی آن از نظر ظاهری شبیه به سری آرملایت ۱۵ (AR-۱۵) و سری معروف و آمریکایی ام۴ کارابین می‌باشد، ولی بسیاری از ویژگی‌هایش ازجمله ساختار پیستون گاز را از سری آرملایت ۱۸ (AR-۱۸) برگرفته‌است. دقیقاً همین سیستم مسلح‌سازی با گاز باروت، در تفنگ هکلر و کخ ژ۳۶ به‌کار گرفته شده‌است. اچ‌کی-۴۱۶ تفنگ سازمانی ارتش نروژ می‌باشد و برترین یگان عملیاتی آمریکا نِیوی سیلز در عملیات منجر به مرگ اسامه بن لادن مجهز به این تفنگ بوده‌است. همچنین این سلاح به عنوان بهترین گزینه برای جایگزین کردن تفنگ فاماس در ارتش فرانسه در نظر گرفته شد.همچنین کالیبر سلاح 45×5.56میلی متر میباشد. 

## تاریخچه

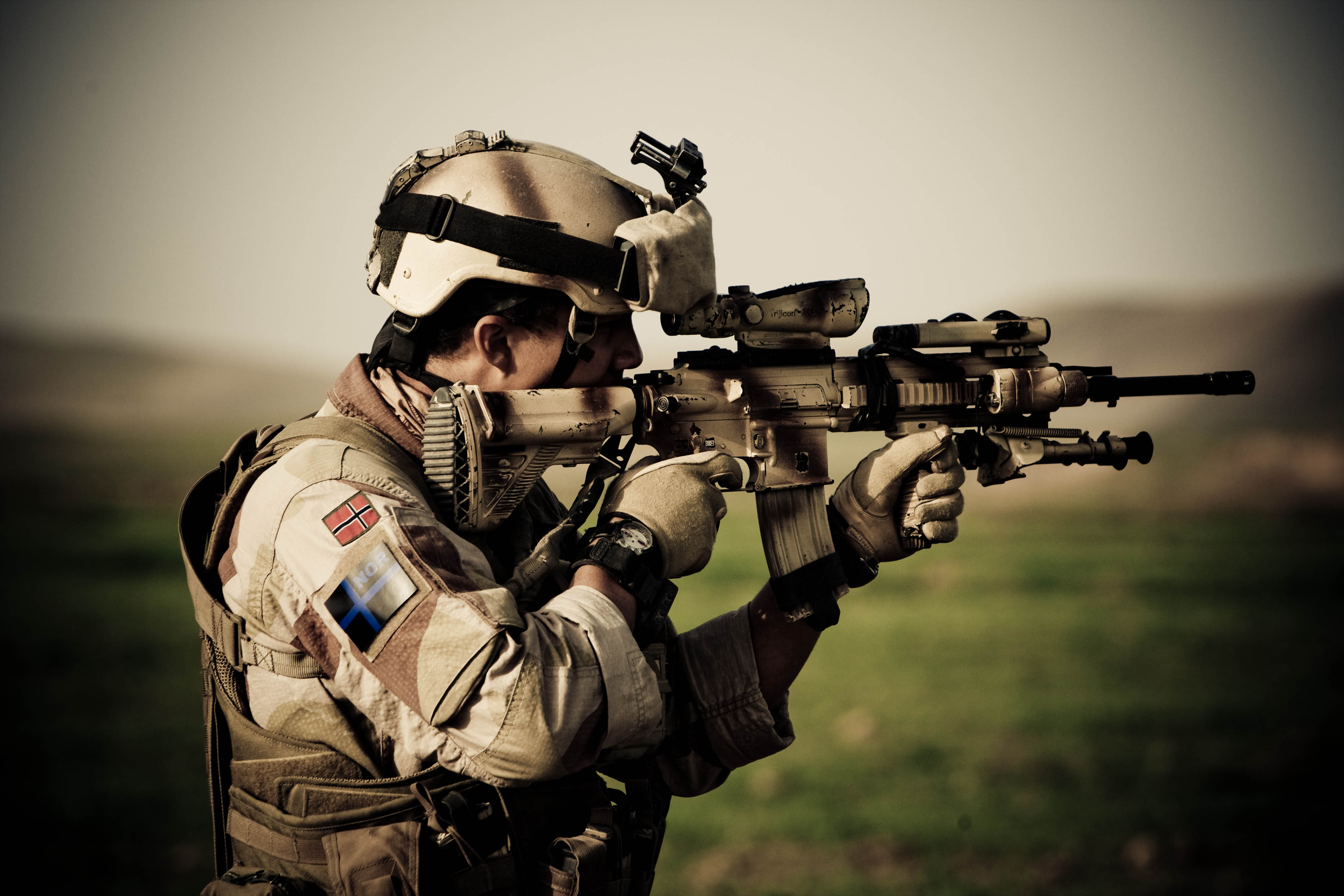
یک سرباز نروژی ائتلاف در جنگ افغانستان مجهز به اچ‌کی-۴۱۶ان

در دهه ۱۹۹۰ میلادی، نیروی دلتا آمریکا (دلتافورس)، به شرکت آلمانی هکلر و کخ سفارش ساخت یک تفنگ قابل اطمینان را داد و پژوهش‌ها و دستاوردهای این شرکت، به تولید سه تفنگ هکلر و کخ ژ۳۶، اس‌اِی-۸۰ بهبود یافته و ایکس‌ام-۸ آمریکایی ختم شد. دو مورد اول تولید شدند ولی پروژه ایکس‌ام-۸ که آمریکایی بود به کلی لغو گشت. پروژه اچکی-۴۱۶ در ابتدا «هکلر و کخ ام-۴» نام داشت، اما شرکت کُلت آمریکا که سازنده ام۴ کارابین بود، به دلیل سوء استفاده هکلر و کخ از نام تجاری این شرکت، شکایتی در دادگاه جهانی ترتیب داد و هکلر و کخ را مجبور کرد تا نام پروژه خود را تغییر دهد. نیروی دلتا در سال ۲۰۰۴ همهٔ تفنگ‌های ام ۴ خود را بازنشسته کرد و تفنگ اچ‌کی-۴۱۶ را به خدمت گرفت. پژوهش‌های نیروی دلتا در شرایط سخت ثابت کرد که پیستون گاز این تفنگ بسیار بادوام بوده و این ویژگی باعث افزایش طول عمر این تفنگ گشته‌است. بخشی از نیروهای پلیس آمریکا نیز با این تفنگ مجهز شدند و همچنین ارتش نروژ در سال ۲۰۰۸ و ارتش فرانسه در سال ۲۰۱۷ این تفنگ را به عنوان جایگزین برای تفنگ‌های قدیمی خود برگزیدند. سپاه تفنگداران دریایی ایالات متحده آمریکا بعد از انجام آزمایش‌های سخت بر روی این تفنگ همانند فروبردن کامل آن در بشکه آب و قراردادن آن در شرایط پر از خاک، در نهایت مدل ارتقا یافته این تفنگ که با نام ام-۲۷ معرفی شده را به خدمت گرفته‌است و گردان یکم و دوم شناسایی را با این تفنگ مجهز کرد. در پی رضایت سربازان و کارشناسان در این یگان، هشت گردان دیگر هم با این تفنگ تجهیز شدند. در نهایت سپاه تفنگداران دریایی ایالات متحده آمریکا در سال ۲۰۱۷ اعلام کرد که اچ‌کی-۴۱۶ به عنوان سلاح سازمانی این سپاه برای تمامی نیروها انتخاب شده‌است.

## ارزیابی

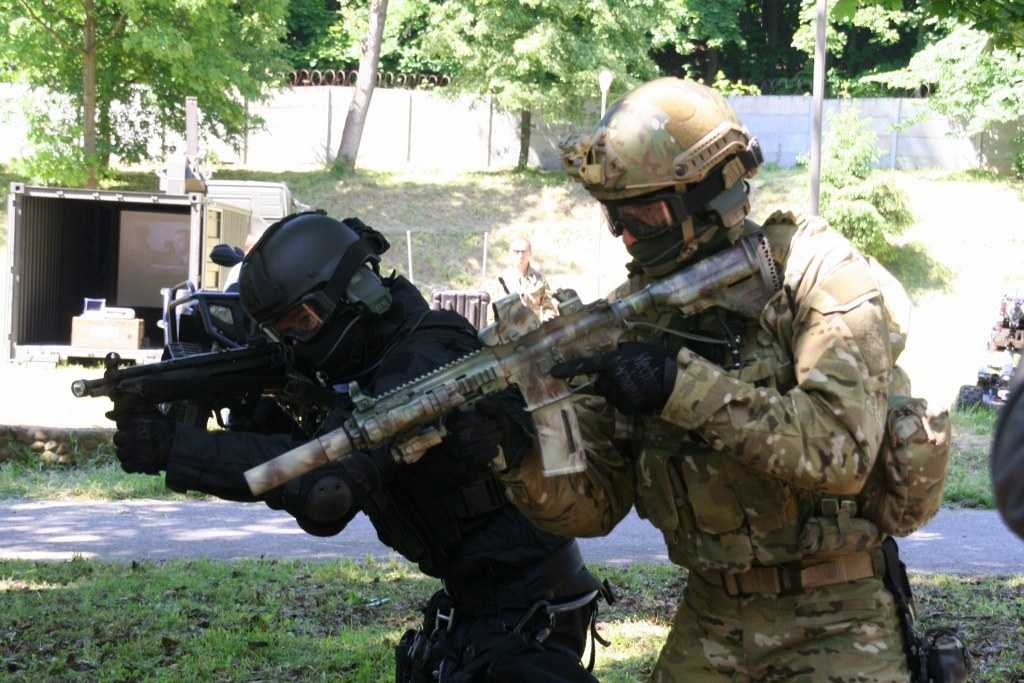
تکاوران لهستانی حین رزمایشی در سال ۲۰۱۱ مجهز به اچ‌کی-۴۱۶

در سال ۲۰۰۷ ارتش آمریکا اعلام کرد که برای انتخاب سلاح سازمانی آینده این کشور، یک رقابت را از بین پنج گزینه در نظر گرفته‌است. این پنج گزینه شامل ام۴ کارابین، اف ان اسکار (لایت)، ایکس‌سی‌آر و ایکس‌ام-۸ و اچ‌کی-۴۱۶ بودند که در انتهای این ارزیابی، پروژه ایکس‌ام-۸ به کلی متوقف شد و به مرحله تولید انبوه نرسید. هرکدام از این تفنگ‌ها می‌بایست تعداد ۶۰هزار گلوله را در شرایط بسیار سخت و پر از خاک شلیک کرده و سربلند بیرون می‌آمدند. قبل از انجام این آزمایش ارتش آمریکا اعلام کرد که این رقابت صرفاً برای ارزیابی نیاز آینده ارتش آمریکا انجام خواهد شد و جهت بازنشسته کردن تفنگ ام-۴ نبوده‌است تا وجهه تفنگ ام-۴ حفظ شود، ولی داستان گونه دیگری رقم خورد.
به گفته کارشناسان ارتش آمریکا که مسئول ارزیابی تفنگ‌های نامزد بودند، هرکدام از این تفنگ‌ها طی شلیک ۶۰۰۰ فشنگ، آماری به جای گذاشتند که به شرح روبروست. تفنگ ایکس‌ام۸ طی شلیک ۶۰هزار گلوله با ۱۲۷ نقص و گیر کردن مواجه شد و بهترین عملکرد را از خود نشان داد. در مقابل فابریک نشنال اسکار با ۲۲۶ بار گیر کردن در رده دوم ایستاد. اچ‌کی-۴۱۶ با رکورد ۲۳۳ بار گیر کردن در جایگاه سوم ایستاد؛ ولی تفنگی که تنها از لحاظ ظاهری با آن مشابه است یعنی ام۴ کارابین با تعداد ۸۸۲ بار گیر کردن و نقص فنی، بدترین عملکرد را از خود به جای گذاشت. تا آنجا که کارشناسان ارتش آمریکا، برای توصیف ام-۴ُ، لقب «بی‌گفتگو بدترین» را بکار بردند. البته از بین ۸۸۲ نقص فنی در سلاح ام۴، ۲۳۹ تای آن مربوط به نقص فنی خشاب بوده‌است. از این رو ارتش آمریکا در سال ۲۰۰۷ اعلام کرد که خشاب جدیدی طراحی شده تا از این تعداد نقص فنی پرهیز شود. یک سال بعد در سال ۲۰۰۸ تمامی خشاب‌های قدیمی با خشاب‌های جدید جایگزین شدند و ثابت شد که عملکرد خشاب‌های جدید بسیار عالی و بی‌نقص بوده‌است.
به دلیل عملکرد بی‌نظیر اچ‌کی-۴۱۶، ارتش ایالات متحده آمریکا تصمیم گرفت تا از نسخه ارتقا یافته این تفنگ، حتی برای جایگزین کردن تیربار سبک ام۲۴۹ استفاده کند. در نهایت نسخه بهبود یافته این تفنگ، با نام ام-۲۷ تولید شد و با شکست دادن اف ان اسکار و کلت ام ۴ به عنوان گزینه اول انتخاب شد. در سال ۲۰۱۰، تعداد ۴۵۰ عدد از تفنگ ام-۲۷ تولید شد و برای ارزیابی و آزمایش، تحویل ارتش ایالات متحده آمریکا گردید. صنایع شیمیایی مکانیکی ترکیه هم با همکاری آلمان یک نسخه بومی از ام-۲۷ را تولید کرد؛ ولی در نهایت با یک تغییر ظاهر، آن را ام‌پی‌تی-۷۶ معرفی کرد و در اختیار ارتش ترکیه قرار داد.
در سال ۲۰۱۶ ارتش فرانسه هم این تفنگ را به عنوان سلاح سازمانی جدید خود برگزید و تعداد ۹۳هزار تفنگ را به آلمان سفارش داد تا جایگزین فاماس گردد. در سال ۲۰۱۷ اولین محموله شامل ۴۰۰ تفنگ به فرانسه تحویل داده شد و سفارش‌ها تا سال ۲۰۲۸ تکمیل شد.